# Wappen Slawoniens

Wappen Slawoniens

Das Wappen Slawoniens (kroatisch Grb Slavonije) ist das Symbol der Region Slawonien im Nordosten der Republik Kroatien. Das Wappen ist Bestandteil der Wappenkrone des Wappens Kroatiens. Wesentliche Wappenfigur ist der Marder (kroatisch kuna), der bereits auf der mittelalterlichen slawonischen Silbermünze Banovac abgebildet ist und auch der ehemaligen kroatischen Währung den Namen gab. Die stilisierte Darstellung der beiden Flüsse Drau und Save, symbolisiert die Lage Slawoniens als Zwischenstromland.

## Blasonierung
In Hellblau ein Balken (Ritterstraße) in Rot, bordiert in Silber. Darin ein rechtssehender schwarzer, weißbauchiger Marder. Darüber ein sechsstrahliger Stern in Gold.

## Deutung
In der Österreichisch-Ungarischen Wappenrolle heißt es im Jahr 1900:

„Das Wappen des Königreichs Slawonien zeigt im blauen Schilde ein von silbernen Flüssen (Drau und Save) eingeschlossenes rothes Feld, in welchem ein Marder läuft. Über den Flüssen glänzt der Stern Mars. In älteren œsterreichischen Staatswappen erscheint das Marderfeld in grüner Tinctur. Die alten Slavonier sollen ihren Tribut an die ungarischen Könige in Marderfellen erlegt haben, daher die sonst seltene Wappenfigur.“

Dies wird durch ältere Blasonierungen bestätigt, so aus dem Jahr 1804: 

„Blau, darin ein rechtslaufender Marder im grünen Felde, zwischen zwey paralellen silbernen Strömen, im obern Theile, das güldene Sternbild des Mars, wegen des Königreichs Slavonien.“

Sowie bereits im Jahr 1790:

„Zwischen zween silbernen wellenförmigen Querbalken einen rechts laufenden natürlich gefärbten Marder im grünen Felde, mit einem blauen Haupt- und Fussrande, in deren ersterem ein goldener Stern zu sehen ist wegen des Königreiches Slavonien.“

## Geschichte

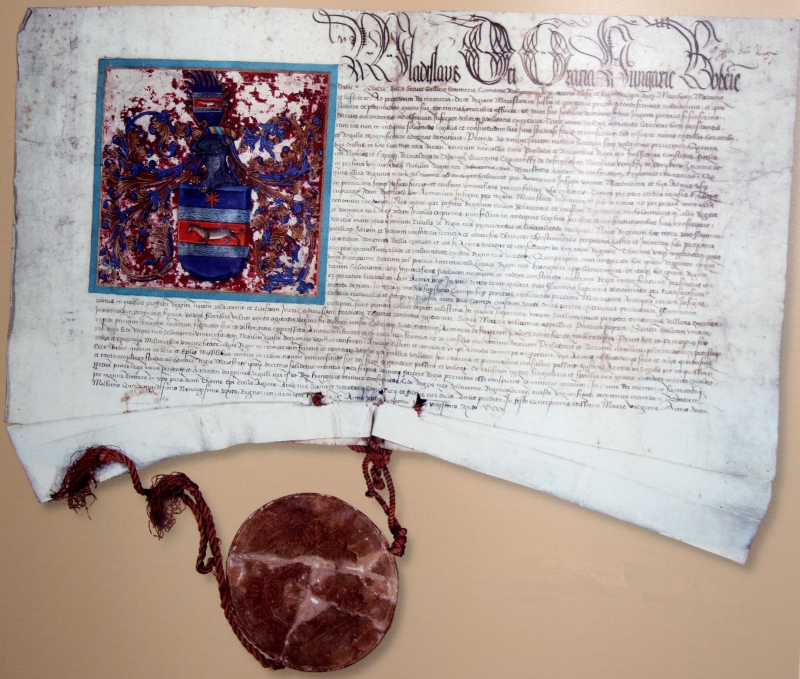
Wappenbrief von 1496 (Kroatisches Staatsarchiv, 2009).

Durch Wappenbrief, ausgestellt am 8. Dezember 1496 in Buda, verlieh Vladislav II. als König von Ungarn und Kroatien dem Königreich Slawonien ein Vollwappen, mit dem beschriebenen Wappenschild. Der Stechhelm hat eine blaugoldene Helmdecke und einen gleichfarbigen Helmwulst. Das Helmkleinod ist ein geschlossener blauer, innen goldener Flug, auf dem sich das Wappenbild mit Ausnahme des Sterns wiederholt.

## Historische Versionen

Darstellung im Banner anlässlich der Krönung Ferdinand II. zum König von Ungarn und Kroatien (1618)
Darstellung des Wappens des Königreichs Slawonien von Hugo Gerard Ströhl
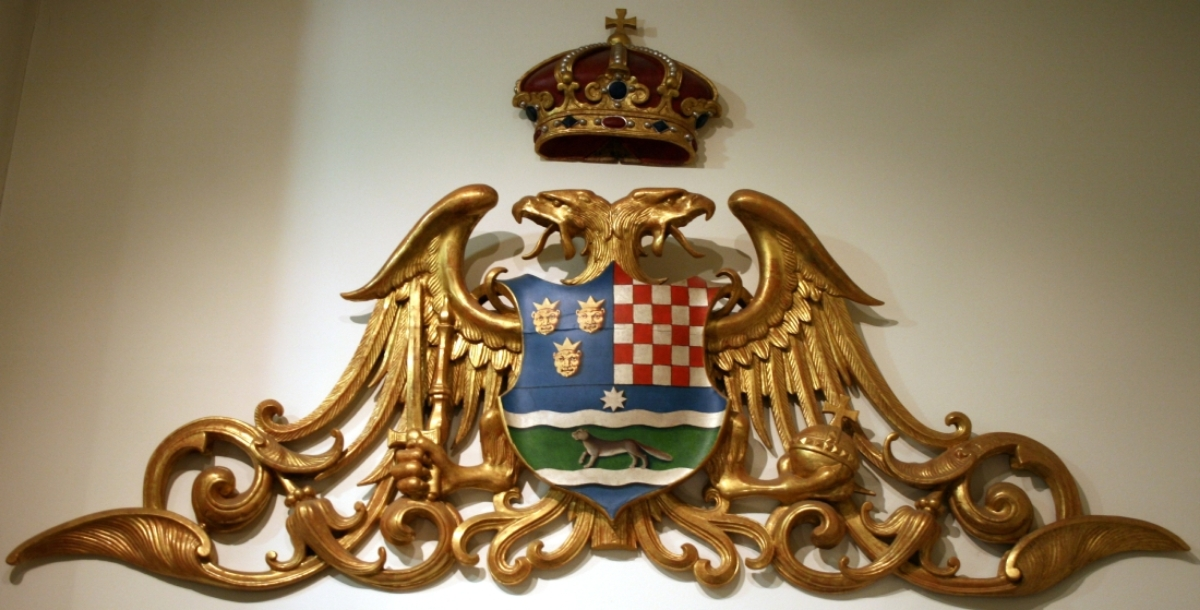
Darstellung mit grünem Balken, Museum von Zagreb
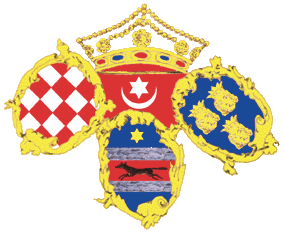
Wappen auf der Standarte des Ban von Kroatien Jelačić (1848)
Gemeinsames Wappen des  „Dreieinigen Königreichs Dalmatien, Kroatien und Slawonien“ (1868–1918)